# 歐克蘭德 (愛荷華州)
歐克蘭德（英語：Oakland）是位於美國愛荷華富蘭克林縣的一個非建制地區。該地的面積和人口皆未知。